# Ole Jørgen Benedictow
Ole Jørgen Benedictow (ur. 22 lipca 1941 w Oslo) – norweski historyk znany przede wszystkim ze swoich prac na temat Czarnej śmierci.

## Wybrane publikacje
- 2002 Svartedauen og senere pestepidemier i Norge: pestepidemiens historie i Norge 1348-1654
- 1993 The Medieval Demographic System of the Nordic Countries
- 1992 Plague in the late Medieval Nordic Countries
- 1977 Fra rike til provins 1448-1536 bind. 5 i Cappelens Norgeshistorie.